# Si te pegas
«Si te pegas» es una canción del cantante puertorriqueño Rauw Alejandro y el cantante español Miguel Bosé, lanzada como el segundo sencillo del cuarto álbum de estudio del primero, Playa Saturno (2023). Pocas horas después del lanzamiento del álbum, el sencillo fue lanzado el mismo día que salió el álbum, el 7 de julio de 2023 a través de Sony Music Latin y Duars Entertainment.

## Antecedentes
Miguel Bosé tuvo problemas de voz durante varios años. Más tarde, en una entrevista, anunció que el problema era una de sus muelas. Cuando recibió un implante incorrecto, con el tiempo se convirtió en una infección que infectó toda su cara y llegó hasta sus intestinos. Le quitaron el diente y le devolvió la voz, después de varios años.
A principios de julio de 2023, Rauw Alejandro anunció su cuarto álbum de estudio «Playa Saturno» con colaboraciones de varios cantantes, y entre ellos, "Si te pegas" se incluyó como la decimotercer (penúltima) pista del álbum, una colaboración con Miguel Bose.

## Promoción

### Visualizador de audio
El 7 de julio de 2023 se lanzó un video de visualizador de audio para la canción junto con otros videos de visualizador de audio que se estrenaron simultáneamente con el lanzamiento del álbum "Playa Saturno".

### Video musical
El video musical se estrenó horas después del lanzamiento del álbum, el 7 de julio de 2023 en el canal oficial de YouTube de Rauw Alejandro. Al principio, se ve a Alejandro cantando en un lugar lujoso. A lo largo del video, se ve a Alejandro y Miguel en un auto con otras personas conduciendo, mientras Bosé canta y los demás bailan. Finalmente, se ve a Alejandro, Miguel y todos bailando y perreando en un lujoso salón.